# كونراد ديل
كونراد ديل هو سياسي أمريكي، ولد في 17 يوليو 1843 في بوفالو في الولايات المتحدة، وتوفي بنفس المكان في 20 فبراير 1918. نشط حزبياً في الحزب الديمقراطي.